# Boxholms köping
Denna artikel handlar om den tidigare kommunen Boxholms köping. För orten se Boxholm, för dagens kommun, se Boxholms kommun.
Boxholms köping var en tidigare kommun i Östergötlands län.

## Administrativ historik
5 augusti 1904 inrättades Boxholms municipalsamhälle i Ekeby landskommun och Åsbo landskommun. 1947 bildades Boxholms köping dit förutom municipalsamhället hela Ekeby landskommun fördes.
1971 uppgick köpingen i den nybildade Boxholms kommun.
Köpingen tillhörde Ekeby församling.

## Kommunvapen
Blasonering: Sköld kvadrerad: 1. och 4. i fält av guld en halv upprest, röd bock med blå beväring; 2. och 3. i rött fält ett järnmärke av guld.
Vapnet fastställdes på 1940-talet för Boxholms köping. Bockarna (som givit upphov till ortnamnet)  kommer från ätten Stenbocks vapen, medan järnmärkena syftar på bruksverksamheten. Vid kommunbildningen 1971 övertogs vapnet av Boxholms kommun.

## Geografi
Boxholms köping omfattade den 1 januari 1952 en areal av 116,56 km², varav 111,43 km² land.

### Tätorter i kommunen 1960
| Tätort            | Folkmängd |
| ----------------- | --------- |
| Boxholm           | 3 261     |
| Strålsnäs, del av | 36        |

Tätortsgraden i kommunen var den 1 november 1960 79,4 procent.

## Politik

### Mandatfördelning i valen 1946–1966
| 5 | 14 | 3 | 2 |

| 22 |

| 3 | 16 | 2 | 2 | 1 |

| 20 | 4 |

| 3 | 16 | 1 | 2 | 2 |

| 21 |

| 2 | 16 | 2 | 1 | 3 |

| 20 | 4 |

| 2 | 16 | 3 | 1 | 2 |

| 20 | 4 |

| 3 | 14 | 4 | 1 | 2 |

| 21 |